# Wald-Gelbkopfgeier
Der Wald-Gelbkopfgeier (Cathartes melambrotus) oder Große Gelbkopfgeier ist ein Angehöriger der Neuweltgeier (Cathartidae). Er lebt disjunkt im nördlichen und zentralen Südamerika. Es wurde vermutet, dass die Art eine Allospezies des Savannen-Gelbkopfgeiers (Cathartes burrovianus) ist. Beide Arten kommen aber sympatrisch vor.

## Merkmale
Der Wald-Gelbkopfgeier wird 64 bis 76 cm lang und etwa 1650 Gramm schwer. Er erreicht eine Flügelspannweite von 1,66 bis 1,78 Metern, sein Schwanz ist 25 bis 29 cm lang. Männchen erreichen die gleiche Größe wie die Weibchen. Das Gefieder ist samtschwarz und glänzt mehr als das des Savannen-Gelbkopfgeiers. Im Flugbild von unten ist der Vogel schwarz, die Schwingen und der Schwanz braungrau, die inneren Handschwingen sind heller. Ihre Flügel sind breiter als die des Savannen-Gelbkopfgeiers, ihr Schwanz länger. Der Kopf ist nackt und gelb, am Nacken orange. Die Kopfhaut ist faltig. Der Scheitel und die Haut vor den Augen sind blaugrau. Der Schnabel ist weißlich bis rosa. Die Beine sind schmutzig weiß, die Füße dunkler.
Jungvögel sind im Nacken weniger weißlich.

## Verbreitung
Der Wald-Gelbkopfgeier lebt in unberührten Regenwäldern im Amazonasgebiet und meidet offene Landschaften und durch Holzeinschlag beeinträchtigte Wälder. Am östlichen Rand der Anden geht er bis in Höhen von 700 Metern. Das Gebiet, in dem er bisher nachgewiesen wurde, ist geteilt. Am unteren Amazonas lebt er nur südlich des Flusses, am mittleren und oberen Amazonas nur nördlich des Stroms. Außerdem kommt er im südwestlichen Kolumbien, im südlichen Venezuela, im Orinokodelta, in Guyana, Surinam und im östlichen Tiefland Perus vor. Ein kleines, eventuell isoliertes Vorkommen liegt auch in der Mitte des bolivianischen Tieflandes.

## Lebensweise
Wald-Gelbkopfgeier suchen einzeln, seltener in kleinen Gruppen auf Höhe der Baumwipfel fliegend nach Kadavern toter mittelgroßer Säugetiere wie Affen, Faultiere oder Opossums. Das Aas spüren sie mit ihrem gut entwickelten Geruchssinn auf. Am Kadaver ist er gegenüber dem im gleichen Gebiet lebenden Truthahngeier dominant. Der Flug des Wald-Gelbkopfgeiers ist kraftvoller und weniger schaukelnd als der des Savannen-Gelbkopfgeiers. Große Gelbkopfgeier rasten auf freistehenden Ästen großer Bäume, zusammen mit anderen Geiern.
Ihre Fortpflanzungsbiologie ist unbekannt. Ein brütendes Paar wurde noch nie beobachtet, ein kopulierendes im August.
Die Art gilt als nicht gefährdet und ist im kolumbianischen Teil Amazoniens in vom Menschen unberührten Wäldern der häufigste Geier.